# Municipio de Eden (condado de Brown)
El municipio de Eden (en inglés: Eden Township) es un municipio ubicado en el condado de Brown en el estado estadounidense de Minnesota. En el año 2010 tenía una población de 254 habitantes y una densidad poblacional de 2,36 personas por km².

## Geografía
El municipio de Eden se encuentra ubicado en las coordenadas 44°25′12″N 94°48′56″O / 44.42000, -94.81556. Según la Oficina del Censo de los Estados Unidos, el municipio tiene una superficie total de 107.55 km², de la cual 106,97 km² corresponden a tierra firme y (0,54 %) 0,59 km² es agua.

## Demografía
Según el censo de 2010, había 254 personas residiendo en el municipio de Eden. La densidad de población era de 2,36 hab./km². De los 254 habitantes, el municipio de Eden estaba compuesto por el 100 % blancos. Del total de la población el 0 % eran hispanos o latinos de cualquier raza.